# 조선인민군 전략군
조선인민군 전략군(朝鮮人民軍 戰略軍, 영어: Korean People's Army Strategic Force)은 옛 명칭인 조선인민군 전략로케트군(朝鮮人民軍 戰略-軍, 영어: Korean People's Army Strategic Rocket Force) 혹은 미싸일지도국( - 指導局, 영어: Missile Guidance Bureau)으로도 잘 알려져 있는 전략 미사일 운용에 특화된 조선인민군의 부대이다. 규모는 알려져 있지 않고 군단 정도로 추정하고 있으며, 4개의 미사일 생산 공장과 12개의 발사 기지를 운용하고 있는 것으로 알려져 있다.
본래 직전 명칭은 전략로케트군이었으나, 2014년 전략군으로 바뀌었다.
앞서 러시아 연방의 전략 로켓군과 중국 인민해방군 제2포병부대처럼 육군, 해군, 공군 기본 3개 군종과는 달리 특화된 군종으로 편제되어 있다.
1993년 5월 로동 1호 미사일, 1998년 8월 31일 대포동 1호(백두산 1호) 미사일, 2006년 7월 5일 대포동 2호(백두산 2호 혹은 목성 2호) 미사일을 시험 발사한 바 있으며, 2009년 4월 5일 은하 2호 위성발사 로켓을 발사한 바 있다.
초대 사령관은 김략겸 상장이였으며, 후임은 김정길 상장이다.

## 역사
본래 미사일지도국으로 알려져 있었으나, 2012년 3월 3일 김정은이 전략로케트군 사령부를 시찰하면서 존재가 북한 외부에 알려졌다. 김정은은 2012년 4월 15일에 열병식 때부터 참여하였다.
2010년 3월 9일, 사정거리를 3,000km나 넘기는 중거리 탄도 미사일(IRBM)을 도입한지 얼마 되지 않아, IRBM을 운용하는 사단을 창설하였다.
2014년 10월 12일, 정보통이 대한민국 정부 측에 소식을 전달한 2013년 3월 5일에 있었던 조선인민군 전략군 대변인 담화에 따르면, 스커드, 노동, 무수단 미사일 여단을 자동화 체계를 위해 통합하고 전략로켓군을 전략군으로 확대 및 개편한 것으로 전해졌다.

## 조직
한국 언론 보도에 따르면 사령부 산하에 스커드 미사일 사단, 노동 미사일 사단, 무수단 미사일 사단 등 3개 사단이 편성되어 있다고 한다.
- 사 령 부 : 평남 성천군 백원리 주둔, 평양 만경대구역에서 이전

- 제 1미사일사단(제 1벨트) : 6개 대대(스커드 미사일), 64개 발사대(36개이동식 14개 기지)
- 제 2미사일사단(제 2벨트) : 3개 대대(노동 1호 이상), 37개 발사대(10개이동식 8개 기지)
- 제 3미사일사단(제 3벨트) : 무수단 미사일 이상, KN-08 사단

- 전략기지 : 4개소 ICBM 운용, 고정발사대 운용(KN-08 운용)
  - 제51기지 : 평남 은산군 대흥군
  - 제52기지 : 자강 전천군 갈골동(96분소동일주둔)
  - 제53기지 : 자강 화평군 무명산 회정리 미사일 기지
  - 제54기지 : 평북 삭주군

- 분소 9개 : 연대 대대 중간급 -> 이동발사대 운용여단
  - 제 1제대 사단급 : 노동급 운용( 9훈련소) 27기
    - 제79분소 : 평북 황주군 연탄군 사리원(서부전선담당) 사리원 미사일 기지
    - 제80분소 : 황북 곡산군 삭갓몰 (중부전선담당) 삭갓몰 미사일 기지
    - 제81분소 : 강원 고산군 안변읍 깃대령(동부전선851군부대) 깃대령 미사일 기지

  - 제 2제대 사단급 : 노동급 운용(10훈련소) 27기
    - 제92분소 : 함남 신흥군 용오동 (동해안담당,요격체계) 용오동 미사일 기지
    - 제93분소 : 평남 양덕군 (서해안평양담당)사령부
    - 제94분소 : 함남 허천군 상남리 (일본담당) 상남리 미사일 기지

  - 제 3제대 사단급 : 대포동 운용( 8훈련소) 27기
    - 제95분소 : 양강 김형직 청강읍 영저리(구:후창군) 영저리 미사일 기지
    - 제96분소 : 자강 희천시 전천군 김형직군 갈골(52기지동시)
    - 제97분소 : 평북 운전군 신오리 신오리 미사일 기지

- 여단예하 : 5개 대대 편성(2,000명) 9기
  - 제 1대대 : 미사일 발사대대
  - 제 2대대 : 미사일 발사대대
  - 제 3대대 : 미사일 발사대대
  - 제 4대대 : 미사일 연료주입
  - 제 5대대 : 경계임무
- 대대예하 : 6개 중대 편성(450명) 3기
  - 제 1중대 : 미사일 1기 배치
  - 제 2중대 : 미사일 1기 배치
  - 제 3중대 : 미사일 1기 배치
  - 제 4중대 : 보장차량중대
  - 제 5중대 : 측지수 정찰 통신병
  - 제 6중대 : 경비중대
- 발사대편성 : 군 관 : 2명(발사대장, 유도조종사) 하 전 사 : 9명, 운전수 1명
  - 미사일공장 : 5개소
    - 제 26호공장 : 자강 강계시 별하리 -> 부품
    - 제 118호공장 : 평남 개천군 가감리 -> 엔진
    - 제 125호공장 : 평양 형제산구역 중계동 ->조립
    - 약전기계공장 : 평양 만경대리 -> 탄두, 폭약
    - 잠진군수공장 : 남포 -> 몸체, 추진장치 대포동2호 년간 100~120기

  - 미사일기지 : 25개소, 지하기지
    - 함북 화대군 곰덕산 무수단리 대포동
    - 함남 허천군 상남리 94분소 무수단
    - 함남 신흥군 용오동 92분소 무수단
    - 평양 상원군 상원리 공군1사단예하 지대공미사일
    - 평양 만경대 오류리 공군1사단예하 지대공미사일
    - 평양 중화군 공군1사단예하 지대공미사일
    - 평양 평원군 화진리 공군1사단예하 지대공미사일
    - 황북 곡산군 삭갓몰 80분소 스커드C TEL 9대 40기
    - 황북 황주군 연탄군 사리원 79분소 36개 발사대 여단
    - 황북 평산군 터골 스커트C 배치
    - 황북 신계군 강원도 이천군 지하리 화성미사일여단
    - 평북 철산군 동창리 서해위성발사장
    - 평북 구성시 백운리(방현비행장) 노동급미사일여단
    - 평북 운전군 신오리 97분소 TEL 9대 미사일 40기
    - 함북 길주군 풍계리 여단급
    - 함남 신포시 마양도
    - 함남 덕성군 상남리 지하기지
    - 양강 후창군 김형직 청강읍 영저리 95분소
    - 자강 용림군 용림읍 이동식미사일차량조립
    - 자강 희천시 전천군 갈골동 운포리 96분소
    - 평남 양덕군 성천군 백운리 93분소 사령부 무수단
    - 평남 은산군 대흥군
    - 평남 증산군 금천리 강감찬산 IRBM배치
    - 강원 문천시 옥평동 문천지구 옥대령지하기지
    - 강원 고산군 안변읍 금천리 깃대령 81분소 851군부대
    - 강원 원산시 갈마반도

  - 예하부대 : 9개 여단 병 력 : 2 ~ 3천명
    - 제851스커트미사일여단 : 강원 안변군 깃대령
    - 제 80중화로켓트여단
    - 제 81함흥로켓트여단
    - 제 82숙천로켓트여단 외

## 보유 중인 미사일 종류
- 대륙간 탄도 미사일 (ICBM)
  - 화성-17형 (15,000km 이상) (다탄두 혹은 초대형 핵탄두사용)
  - 화성-15형 (13,000km 이상) (다탄두 혹은 초대형 핵탄두사용)
  - 화성-14형 (11,000km 이상) (단탄두 수소폭탄 탑재)
  - 화성-13형 (미확인) (단탄두 추정)
- 준장거리 및 중거리 탄도 미사일 (IRBM)
  - 화성-12형 (4,500km 이하)
  - 화성-10 (3,500km 이하)
- 준중거리 탄도 미사일 (MRBM)
  - 화성-7 ( 2,000 km 이하)
- 단거리 탄도 미사일 (SRBM)
  - 화성 6호 (1,300km)
  - 화성 5호 (500km)
  - KN-23 (800km) (CEP 35m)
  - 화성-11나형 (450 km) (CEP 35m)
- 잠수함 발사 탄도 미사일 (SLBM)
  - 북극성 1호 (1,500km)
  - 북극성 3호 (2,000-2,500km)
- 순항미사일
  - 금성-1호
  - 금성-2호
  - 금성-3호 (500km)

## 역대 전략사령관
- 김략겸[7]
- 김정길

## 같이 보기
- 조선민주주의인민공화국의 대량살상무기
- 핵무기 보유국

## 참고
1. ↑  “〈北미사일 발사〉 北，800기 미사일 보유…발사 기지 12개 넘어”. 쿠키뉴스. 2006년 7월 5일.[깨진 링크(과거 내용 찾기)]
2. ↑  이철희 (2006년 7월 8일). “대포동 발사, 김정일 직접 지시”. 중앙일보. 2014년 10월 20일에 원본 문서에서 보존된 문서. 2014년 10월 13일에 확인함.
3. ↑  “김일성 흉내내며 '김정일의 말' 한 김정은[北 김정은 첫 대중연설”. 조선일보. 2012년 4월 16일. 김일성 스타일 따라하며 김정일式 선군정치 역설 육·해·공군과는 별도로 '전략로케트군' 첫 표현 제4군 창설한 듯… 핵·미사일 더 주력할 가능성
4. ↑  김귀근; 이상헌 (2010년 3월 9일). “北, 美증원군 겨냥 중거리미사일 사단 창설”. 연합뉴스. 2014년 10월 15일에 확인함.
5. ↑  김귀근 (2014년 10월 12일). “"北, 미사일전력 통합.자동화…김정은 명령 신속수행"”. 연합뉴스. 2014년 10월 13일에 확인함.
6. ↑  “[北 로켓발사 실패 이후]체면 구긴 北, ICBM 전격 공개 '시위'”. 《다음 뉴스》. 20120416032311. 2018년 8월 21일에 확인함.
7. ↑  현재 전략군 사령관은 2012년 4월에 임명된 김락겸 상장으로, 그는 2014년 2월 15일에 상장으로 승진하였다.